# 一和會

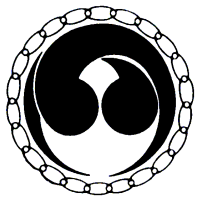
一和会代紋週邊的22鎖，代表三代目的直參22人加入

一和會（一和会）、位於兵庫縣神戶市中央區北長狭通3-2-3本部的設置，日本的指定暴力團・原第三代山口組內山廣派的分裂組成、1989年解散。正式成員數在1984年約6000人、1985年初 約2800人、到後期的1989年初 約20人。

## 略年表
- 1984年6月5日 原總家若頭・竹中正久（竹中組組長）就任第四代山口組組長。同組、組長代行・山本 廣（山廣組組長）為首的山廣派召開記者會表明反對。
- 1984年6月13日 山廣派脫離山口組，另組成「一和會」與山口組對抗。
- 1984年12月伊原金一領導的伊原組解散。
- 1985年1月26日 旗下的暗殺部隊（出田邊豐紀、立花和夫、長尾宜美、長野修一）在大阪吹田槍殺第四代山口組組長・竹中正久，及同行的若頭・中山勝正（豪友會會長）與若眾・南 力（南組組長）。隔日 竹中不治身亡。同年2月5日，山口組在新任代理組長・中西一男（中西組組長）及副組長・渡邊芳則（第二代山健組組長）的帶領下，展開全面報復。「山一抗爭」就此爆發。
- 1985年5月29日 山本 廣的自家住宅遭山口組後藤組（組長・後藤忠政）、美尾組（組長・美尾尚利）的混成部隊襲擊。
- 1985年10月27日 幹事長補佐・赤坂 進（赤坂組組長）在鳥取縣倉吉遭竹中組杉本組系（組長・杉本明政）的組員槍殺。
- 1986年2月27日 旗下加茂田組第二代花田組（組長・丹羽勝治）的組員在兵庫縣姫路竹中正久的墓前遭山口組竹中組柴田會（會長・柴田健吾）的組員槍殺。
- 1986年5月21日 副本部長・中川宜治（中川連合會會長）遭山口組竹中組生島組（組長・生島仁吉）的幹部槍殺。
- 1986年6月 溝橋正夫（溝橋組組長）引退。
- 1987年2月 常任顧問・白神英雄（白神組組長）遭殺害。
- 1988年4月11日 第二代花田組組長・丹羽勝治在北海道札幌市遭山口組弘道會系（會長・司 忍）的組員槍殺。
- 1988年5月8日 加茂田重政退出、加茂田組亦解散。
- 1988年5月14日 山本 廣位於神戶的自家住宅遭山口組竹中組系（組長・竹中 武）的2名組員，駕駛裝滿炸藥的貨車意圖襲擊失敗。
- 1988年5月21日 松本勝美（松美會會長）引退（之後被破門）。
- 1988年6月10日 福野 隆（福野組組長）退出。
- 1988年7月15日 井志繁雅（井志組組長）、大川 覺（大川組組長）、坂井奈良芳（坂井組組長）、北山 悟（北山組組長）、松尾三郎（松尾組組長）、宮脇與一（宮脇組組長）、清水光廣（第二代清水組組長）、吉田好延（吉田會會長）、淺野二郎（淺野組組長）、松本博幸（第二代松本組組長）、河内山憲法（河内山組組長）、宮本一利（第五代水谷一家總長）等人一同退出一和會。
- 1988年10月 中井啓一（中井組組長）退出，成為獨立的團體。
- 1988年10月4日加茂田俊治退出，神籠會解散。
- 1989年在獄中服刑的佐佐木 將城宣布退出、同時佐佐木組解散。
- 1989年3月19日 山本 廣宣布一和會解散。
- 1989年3月30日 山本 廣在稻川會本部長・稻川裕紘的協調及陪同下，至山口組本家登門拜訪謝罪。
- 1993年8月27日 山本 廣在神戶市的醫院去世。

## 最高幹部
- 會長・山口 广（初代山廣組組長、原第三代山口組組長代行）
- 最高顧問・中井啓一（中井組組長、原第三代山口組舍弟）
- 副會長兼理事長・加茂田重政（加茂田組組長、原第三代山口組組長代行補佐）
- 常任顧問・溝橋正夫（溝橋組組長）
- 常任顧問・白神英雄（白神一朝。白神組組長）
- 幹事長・佐々木將城（佐々木道雄。佐々木組組長）
- 特別相談役・井志繁雅（井志繁雄。井志組組長）
- 特別相談役・大川 覺（大川組組長）
- 特別相談役・坂井奈良芳（坂井組組長）
- 本部長・松本勝美（神村勝美。松美會會長）
- 組織委員長・北山 悟（北山組組長）
- 風紀委員長・松尾三郎（松尾組組長）
- 專務理事・宮脇與一（宮脇組組長）
- 副組織委員長・福野 隆（福野組組長）
- 副幹事長・伊原金一（尹 炯騏。伊原組組長）
- 副幹事長・清水光廣（第二代清水組組長）
- 副幹事長・吉田好延（吉田義信。吉田會會長）
- 事務局長・淺野二郎（淺野組組長）
- 理事長補佐・加茂田俊治（神龍會會長）
- 理事長補佐・松本博幸（第二代松本組組長）
- 副本部長・河内山憲法（河内山正義。河内山組組長）
- 事務局次長・宮本一利（五代目水谷一家總長）
- 常任理事・東 健二（新家 隆。二代目山廣組組長）

幹事長補佐18人
- 乾勝彦（二代目山廣組舍弟頭）
- 弘田憲二（中井組若頭、弘田組組長）
- 藤原照久（溝橋組若頭、藤原組組長）
- 木村弘（加茂田組舍弟頭、木村組組長）
- 雲井武人（佐々木組若頭、雲井組組長）
- 石川裕雄（悟道連合會會長）
- 松岡正雄（正風會會長）
- 池中幸一（井志組相談役）
- 柿本二三夫（大川組）
- 金澤吉雄（金澤組組長）
- 首沢元人（宮脇組若頭、首龍會會長）
- 馬場武夫（馬場組組長）
- 中川宜治（中川連合會會長）
- 橋本勝義（二代目松本組、橋本組組長）
- 西來功（二代目清水組舎弟頭、八生會會長）
- 上田隆司（河内山組舍弟頭）
- 岡本勇（伊原組、岡本組組長）
- 園田和義（浅野組舍弟）

其他 
- 村上幸二（村上組組長）
- 末次正宏（末次組組長）
- 澤井敏雄（澤井組組長）